# Želovce
Želovce (maďarsky Zsély) jsou obec v okrese Veľký Krtíš v Banskobystrickém kraji na Slovensku.  Leží ve východní části Ipeľské kotliny v údolí Krtíše přibližně 8 km jižně od okresního města. Žije zde přibližně 1 200 obyvatel.
V obci se nachází jednolodní klasicistní římskokatolický kostel s představěnou věží z roku 1771, barokně-klasicistní kaštel z roku 1772 a evangelická zvonice z roku 1929.

## Historie
První písemná zmínka o obci pochází z roku 1327. V  roce 1921 zde žilo 1018 obyvatel, z toho 90 Čechoslováků a 909 Maďarů. V letech 1938 až 1945 byly Želovce na základě první vídeňské arbitráže součástí Maďarska.